# Logrian-Florian
Logrian-Florian là một xã trong tỉnh Gard thuộc vùng Occitanie, phía nam nước Pháp. Xã Logrian-Florian nằm ở khu vực có độ cao trung bình 118 mét trên mực nước biển.